# Ольшевиці (Лодзинське воєводство)
Ольшевиці (пол. Olszewice) — село в Польщі, у гміні Славно Опочинського повіту Лодзинського воєводства.
Населення — 25 осіб (2011).
У 1975-1998 роках село належало до Пйотрковського воєводства.

## Демографія
Демографічна структура станом на 31 березня 2011 року:
|          | Загалом | Допрацездатний вік | Працездатний вік | Постпрацездатний вік |
| -------- | ------- | ------------------ | ---------------- | -------------------- |
| Чоловіки | 13      | 2                  | 10               | 1                    |
| Жінки    | 12      | 1                  | 8                | 3                    |
| Разом    | 25      | 3                  | 18               | 4                    |